# 后母戊鼎

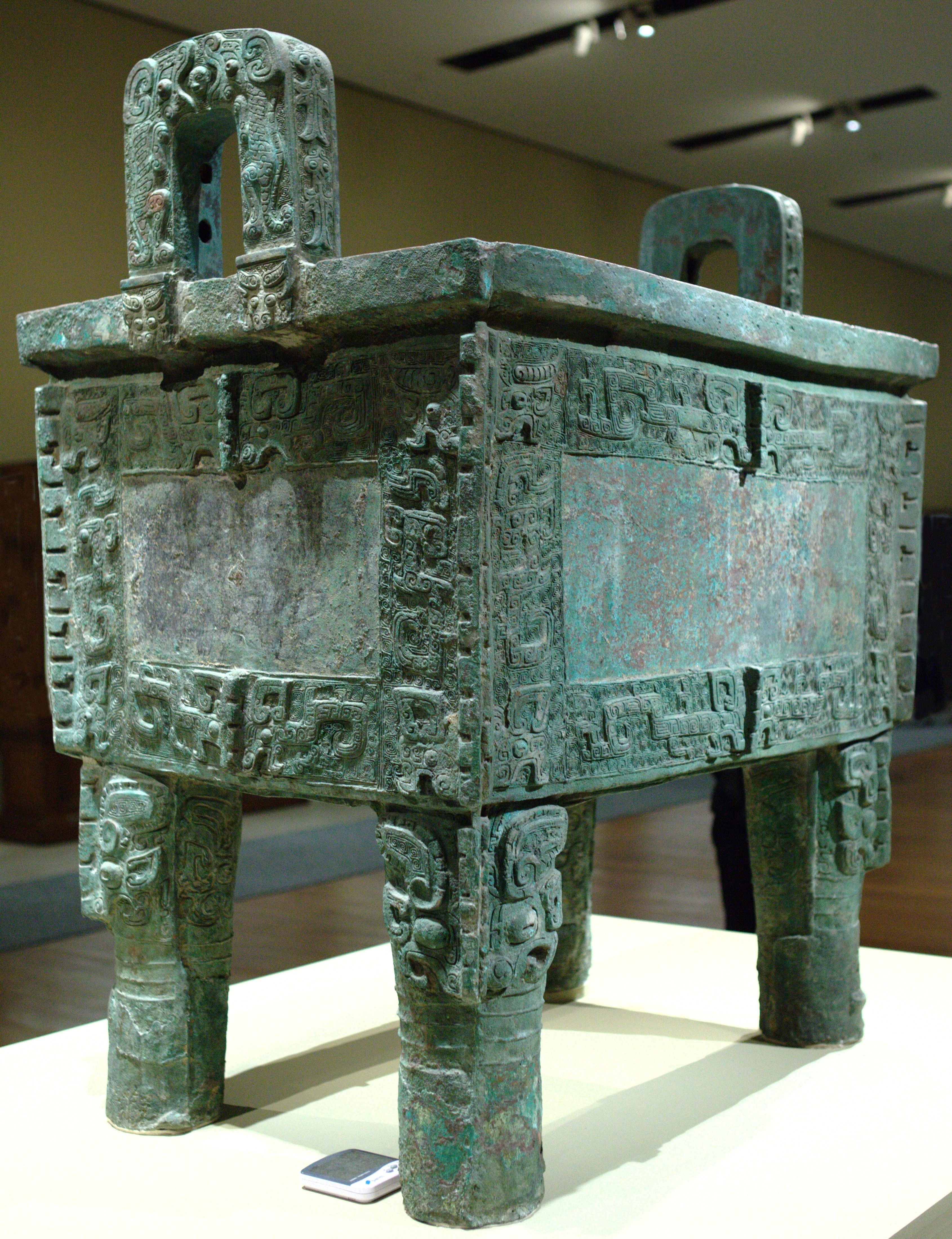
中国国家博物館蔵の「后母戊大方鼎（后母戊鼎）」。

后母戊鼎（こうぼぼてい）は、古代中国殷の青銅器。近年までは「司母戊鼎（しぼぼてい）」と呼ばれていた。現存する青銅器としては世界最大である。1939年、河南省安陽県武官村（現在の河南省安陽市殷都区北蒙街道武官村）で出土した。

## 同定
鼎の内壁に「后母戊」との金文がある。これは殷朝の第22代王武丁（前1250年 - 前1192年）の妻婦妌 (Fu Jing) の廟号で、鼎は婦妌の死後、おそらくは息子である第23代王祖庚によってつくられたものである。鼎が出土したのは1939年だが、婦妌の墓自体が見つかったのは1959年で、墓は既に盗掘されていた。

## 概要

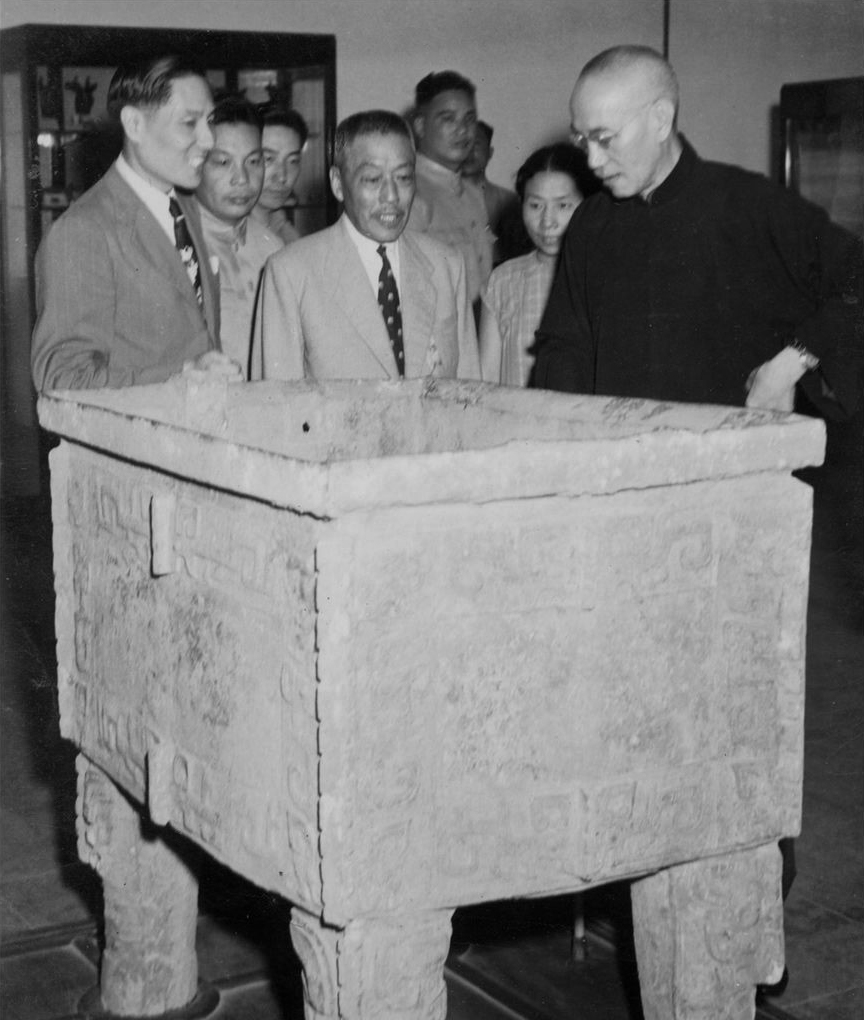
后母戊鼎を参観する蔣介石（右）。1948年。

四足を有する横長方形の鼎で、大きさは通高 133 cm、長さ 110 cm、幅 79 cm、重量は 832.84 kgである。殷代初期の鼎と比較して幅広で壁も厚く、よりがっしりとした作りとなっている。器腹の縁は饕餮文で装飾されており 、取っ手には虎が人を喰らいながら互いに向き合う文様もあるが、これは武丁の別の妻婦好の戦鉞にも同じ装飾がみられる。

## 解釈
鼎内面の金文ははじめ「司母戊」と読まれていたが、1970年代以降、学者間で一文字目は「后」であるとの見解に合意が得られるようになった。後に中国国家博物館も公式に名称を訂正した。なお『説文解字』によれば「司」と「后」は鏡文字となる。